# Чили на летних Олимпийских играх 1996
Команда Чили принимала участие в Летних Олимпийских играх 1996 года в Атланте (США) в восемнадцатый раз за свою историю, но не завоевала ни одной медали.